# Karl Wenschow
Karl Wenschow (* 21. Oktober 1884 in Benneckenstein; † 24. Juli 1947 in München) war ein deutscher Bildhauer und Kartograf.
Als Sohn eines Formstechers entwickelte Wenschow 1918 ein Verfahren zur industriellen Herstellung von Präzisions-Relief-Landkarten. Dazu werden zunächst mittels Höhenlinien und einer Relieffräsmaschine exakte Gipsreliefs erstellt. Das Verfahren wurde als Wenschow-Verfahren (auch Wenschow-Manier) in der Kartographie bekannt.
Wenschows Reliefkarten haben durch ihre plastische Darstellung der Geländeerhebungen weltweiten Ruf erlangt. Das Wenschow-Verfahren bringt die optische Wirkung eines Reliefs in das Kartenbild hinein. Noch heute werden die original gezeichneten Reliefs von Karl Wenschow in aktuellen Karten verwendet und traditionell auf Leinwand (Foto Leinwand / Canvas) gedruckt.

## Das Wenschow-Relief
Als Arbeitsunterlage diente eine amtliche Höhenlinienkarte des darzustellenden Teils der Erdoberfläche. Diese wurde mit dem Führungsstil eines pantografischen Spezialgerätes abgefahren. Dabei übersetzte sich jede Bewegung des Führungsstiftes auf eine schnellrotierende Fräsnadel, die mit größter Genauigkeit die Höhenschichten von oben nach unten aus dem Material arbeitete. Als Ergebnis entstand ein Geländemodell als Relief.
Dieses Relief diente nach einer Überarbeitung zur Vorlage für die fotografische Aufnahme. Mit Spezialgeräten entstand dann in mehreren Arbeitsgängen das optisch dreidimensionale Bild der Wenschow-Reliefkarte.